# Джон У. Уилсън и Берта Уоринг
„Джон У. Уилсън и Берта Уоринг“ (на английски: John W. Wilson and Bertha Waring) е американски късометражен ням филм от 1895 година на продуцента Уилям Кенеди Диксън с участието на Берта Уоринг и Джон У. Уилсън, заснет в лабораториите на Томас Едисън в Ню Джърси. Кадри от филма не са достигнали до наши дни и той се смята за изгубен.

## Сюжет
Филмът представлява заснета сцена от пиесата „Малкият Христофор Колумб“. Известният „скитник“ Джон У. Уилсън и Берта Уоринг изпълняват ексцентричен танц пред камерата.

## В ролите
- Берта Уоринг
- Джон У. Уилсън[3]